# 朱晓刚
朱晓刚（1987年10月6日—），出生于辽宁省大连市，足球运动员。现效力广西邕城，司职前卫 。

## 球员生涯
2007年，朱晓刚进入大连实德一队名单，但未能为球队出场。2007年他曾经入选中国国家沙滩足球队。2008年初，武汉光谷俱乐部向大连实德求购王圣，最终以350万元人民币成交，大连实德主动提出搭配朱晓刚。 被媒体戏称为“随赠品”的朱晓刚到武汉试训后未能留下，并在之后与季铭义、邹鹏二人一同加盟了成都谢菲联，总身价据分析在400万元至500万元。 2008年他再次入选中国国家沙滩足球集训队。
2010年，朱晓刚加盟大连阿尔滨（现为大连一方），帮助球队升入中甲，次年又帮助球队升入中超。
2022年，朱晓刚加盟广西邕城，征战中冠联赛。

## 联赛出场纪录
最後更新：2013年11月7日 
| 赛季 | 俱乐部     | 國家 | 出场 | 入球 |
| ---- | ---------- | ---- | ---- | ---- |
| 2007 | 大连实德   | 中国 | 0    | 0    |
| 2008 | 成都谢菲联 | 中国 | 7    | 0    |
| 2010 | 大连阿尔滨 | 中国 | 17   | 0    |
| 2011 | 大连阿尔滨 | 中国 | 18   | 0    |
| 2012 | 大连阿尔滨 | 中国 | 9    | 0    |
| 2013 | 大连阿尔滨 | 中国 | 11   | 0    |

## 事件
2018年8月10日，朱晓刚因在大连一方主场对阵上海上港的比赛时向他人作出侮辱性手势，被罚禁赛6场，罚款4.2万元人民币。